# Kispál és a Borz
Kispál és a Borz est un groupe hongrois de rock alternatif, originaire de Pécs. Le groupe se sépare le 9 août 2010 après un concert de grande envergure au Sziget Festival et se reforme en 2022. Il est considéré comme l'un des groupes alternatifs les plus influents de Hongrie.

## Histoire
Kispál és a Borz se forme en 1987 par Gábor Bräutigam, Rezső Ózdi, András Kispál et András Lovasi. Le nom du groupe est à l'origine censé être « Borz », un nom similaire aux groupes alors populaires The Doors et Bros. Cependant, Kispál s'est plaint que tous ses groupes précédents avaient été nommés d'après des animaux et qu'ils avaient tous échoué, de sorte que les autres ont décidé de mettre également son nom en évidence dans la version finale.
Ózdi quitte le groupe en 1988. La première démo du groupe, Tökéletes helyettes, sort en 1989. Le groupe commence également à faire des tournées nationales la même année, bien que leur premier concert ait eu lieu un an plus tôt. Le groupe enregistre son premier album, Naphoz Holddal, l'année suivante, et le publie en 1991. L'album suivant, Föld kaland ilyesmi..., rencontre un succès critique et commercial considérable. Le groupe change ensuite de label et sort Ágy, asztal, TV en 1993 chez Rózsa Records, ce qui contribue à sa rapide montée en popularité. Leur quatrième album, Sika, kasza, léc, en 1994, leur permet de recevoir le prix eMeRTon du meilleur album de rock de l'année.
1995 voit le départ du batteur Gábor Bräutigam, remplacé par Zoltán « Csülök » Tóth. András Lovasi déclare plus tard que « c'était une énorme erreur de ne pas avoir créé un nouveau groupe avec un nouveau nom après le départ de Bräutigam ». À cette époque, le groupe commence également à expérimenter des concerts acoustiques, dont un concert unplugged au Capital Circus de Budapest en février 1996. Le groupe sort également son cinquième album, Ül, en 1996. L'année suivante, la musique de Kispál és a Borz est utilisée dans le film Dollybirds, ce qui permet au groupe d'atteindre un nouveau niveau de succès commercial. Ils sortent également leur sixième album, Bálnák, ki a partra, en 1997.
En 1998, ils sortent Holdfényexpressz, et deux des musiciens invités du groupe, le claviériste Ákos Dióssy et le guitariste Ferenc Vittai, rejoignent officiellement Kispál és a Borz, ce qui donne un nouveau son, plus pop baroque, particulièrement apparent sur Velőrózsák (2000). Michael Zwecker remplace alors Tóth à la batterie. Il joue sur leurs deux derniers albums studio, Turisták bárhol en 2003 et Én, szeretlek, téged en 2004. Après deux autres changements de groupe (Áron Bóra remplaçant Zwecker en 2006 et Ábel Mihalik remplaçant Bóra un an plus tard), il devient clair que Kispál és a Borz avait perdu son étincelle créative et les critiques réclament leur séparation. En 2010, le groupe donne son dernier concert au Sziget Festival  et se reforme pour trois concerts au festival Fishing On Orfű de Lovasi en 2014, 2015 et 2016. Après le concert de 2016, Lovasi affirme qu'il est peu probable que le groupe se reforme pour d'autres concerts.
Le 28 février 2022, le groupe annonce sa reformation sur la chaîne YouTube Partizán. Ils prévoient également de sortir un nouvel album plus tard dans l'année. 

## Discographie

### Albums studio
- 1991 : Naphoz Holddal
- 1992 : Föld kaland ilyesmi…
- 1993 : Ágy asztal tévé
- 1994 : Sika, kasza, léc
- 1996 : Ül
- 1997 : Bálnák, ki a partra
- 1998 : Holdfényexpressz
- 2000 : Velőrózsák
- 2003 : Turisták bárhol
- 2004 : Én, szeretlek, téged

### Albums live
- 2003 : Élősködés Tour 2002-2003
- 2007 : 20 év - A szép estékért
- 2010 : Napozz Holddal - A Kispál búcsú

### Compilations
- 2007 : 20 év - A legjobb pillanatokért – „Best 1987-2007”

### Autres
- 1995 : Fák, virágok, fény maxi
- 1997 : Kicsit maxi
- 1998 : Tesis a világ maxi
- 1999 : Az nem lehet soha maxi
- 2000 : Hang és fény maxi
- 2002 : Nagyon szerelmes lányok EP
- 2009 : Többiektől EP

### Démos
- 1988 : Kispál és a Borz demo
- 1989 : Tökéletes helyettes 50 Percig demo
- 1995 : Élet a légypapíron demo

### Bandes-son
- 1996 :  Csinibaba

### Albums de remixes
- 2000 : KispálraMix